# Starfield (группа)
Starfield — канадский музыкальный коллектив, играющий христианский рок. 

## Дискография
Дебютный альбом группы был выпущен в 2001 году на независимом Starfield Music Group (только в Канаде)
Второй независимый альбом был выпущен в 2003 году через CMC Distribution и включал хит «Filled With Your Glory»
Первый интернациональный релиз, названный, как и группа, Starfield, был выпущен в 2004 году на лейбле Sparrow Records.
Альбом включал в себя перезаписанную песню «Filled With Your Glory». Песня «Tumbling After» появлялась во втором сезоне телевизионного шоу «Joan of Arcadia». Группа так же выпустила в 2006 году EP, названный «My Generation»
Второй альбом, Beauty In The Broken, был выпущен группой 16 марта 2006 года на лейбле Sparrow Records. Альбом включал песню, записанную совместно с Крисом Томлином, «Son of God». Beauty In The Broken немедленно начал своё восхождение на вершину Канадского Christian music sales chart, и оставался на первой строчке в течение трёх месяцев. В конце 2006 года он был на втором месте в Канаде в списке Christian retail stores. Также альбом добрался до 31 строчки Billboard Top Christian Albums и до 45 строчки Billboard Top Heatseekers chart.
I Will Go — третий альбом группы, выпущенный на лейбле Sparrow Records. Релиз альбома состоялся 25 марта 2008 года в Северной Америке и 31 марта в Великобритании. Синглы с альбома включали песни «Reign in Us» и «Hosanna».

## Состав
Текущий состав
- Тим Нейфилд (англ. Tim Neufeld) — вокал, гитара
- Джон Нейфилд (англ. Jon Neufeld) — гитара, вокал
- Джорди Кокрэн (англ. Gordie Cochran) — ударные
- Дэвид Крисп (англ. David Crisp) — бас-гитара

Бывшие участники
- Джон Эндрю (англ. John Andrews) — ударные
- Эдриан Брэдфорд (англ. Adrian Bradford) — ударные
- Дейв Миллер (англ. Dave Miller) — бас-гитара, гитара
- Майк Хилл (англ. Mike Hill) — бас-гитара
- Джеймс Джонстон (англ. James Johnston) — бас-гитара
- Карлин Лемон (англ. Carlin Lemon) — клавишные
- Шон Хьюбертс (англ. Shaun Huberts)

## Дискография
- 2001 — Starfield
- 2006 — Beauty in the Broken
- 2008 — I Will Go
- 2010 — The Saving One
- 2008 — The Kingdom